# DR-Baureihe 23
Die Baureihe 23 der Deutschen Reichsbahn waren leichte Personenzugdampflokomotiven (Einheitslok). Sie waren als Ersatz für die preußischen P 8 vorgesehen. Im Interesse breiter Austauschmöglichkeiten im Werkstättendienst erhielten die Lokomotiven den gleichen Kessel wie die der parallel entwickelten Baureihe 50 und wie diese die neu entwickelten Tender 2’2’ T26 mit einer Vorderwand, die dem Personal bei Rückwärtsfahrt Schutz bot. Im Grunde entstammten bis auf das Fahrwerk alle Bauteile der Baureihe 50. Dieselbe Bauart-Verwandtschaft bestand auch bei den späteren Neubaulokomotiven der Baureihen 50.40 und 23.10, deren Kessel und Tender identisch waren.

## Geschichte
Der Entwurf der Lokomotivgattung erfolgte durch das Vereinheitlichungsbüro, nachdem man von abweichenden Konzeptionen zur Erzielung höherer möglicher Heizflächenbelastungen, wie sie die Hauptverwaltung der Reichsbahn umsetzen wollte, zum Beispiel mit Verbrennungskammerkessel oder langer, schmaler Feuerbüchse im Stile Garbes, dann in Hinblick auf den Vereinheitlichungsgedanken doch wieder Abstand genommen hatte. 1941 wurden zwei Baumusterlokomotiven von den Schichau-Werken in Elbing gebaut und ausgeliefert. Geplant war die Beschaffung von 800 Lokomotiven; bedingt durch den Zweiten Weltkrieg konnte die Serienproduktion jedoch nicht aufgenommen werden.
Nach dem Krieg verblieben die beiden Lokomotiven mit den Betriebsnummern 23 001 und 002 bei der Deutschen Reichsbahn und wurden in Berlin, Brandenburg an der Havel, Jüterbog und Halle stationiert. Die 23 002 bespannte am 10. Juli 1951 den Eröffnungszug bei der Inbetriebnahme des Berliner Südrings. Die 23 001 erhielt 1961 einen für die Baureihe 50 entwickelten Rekokessel mit Verbrennungskammer. 1970 änderte sich die Betriebsnummer mit der Einführung des EDV-gerechten Nummernplanes auf 35 2001-2.
Die 23 002 sollte ebenfalls rekonstruiert werden, sie wurde jedoch 1967 wegen Schäden am Rahmen und den Rädern ausgemustert und zerlegt. Die 35 2001 wurde 1975 in Cottbus verschrottet, da es für sie kein sinnvolles Einsatzgebiet mehr gab.
Die Konstruktion der Lokomotiven diente nach dem Krieg als Grundlage für die ebenfalls als Baureihe 23 eingeordneten Neubaulokomotive der DR, der DR-Baureihe 23.10. Die DB-Neubaulokomotive der DB-Baureihe 23 lehnte sich hingegen an einen nicht verwirklichten Entwurf der BMAG für die DR-Baureihe 23 an.

## Konstruktive Merkmale
Die beiden Lokomotiven verfügten über einen Barrenrahmen mit 100 mm Wangenstärke.
Der vordere Laufradsatz bildete zusammen mit dem ersten Kuppelradsatz ein Krauss-Helmholtz-Gestell. Die übrigen Kuppelradsätze waren fest im Rahmen gelagert und der hintere Laufradsatz als Adamsachse ausgeführt.
Der genietete Kessel mit geschweißter stählerner Feuerbüchse konnte über eine Dampfstrahlpumpe oder eine Kolbenspeisepumpe mit Oberflächenvorwärmer gespeist werden. Wie bei allen Einheitslokomotiven war der Regler als Nassdampf-Ventilregler Bauart Wagner ausgeführt.
Das Zweizylinder-Heißdampftriebwerk mit einfacher Dampfdehnung und Heusinger-Steuerung wirkte auf den zweiten Kuppelradsatz; als Druckausgleicher waren Karl-Schulz-Schieber vorhanden.
Die Lokomotiven waren wie die der Baureihe 50 mit Einheitstendern 2’2’ T26 gekuppelt.